# Lavička Jaroslava Foglara

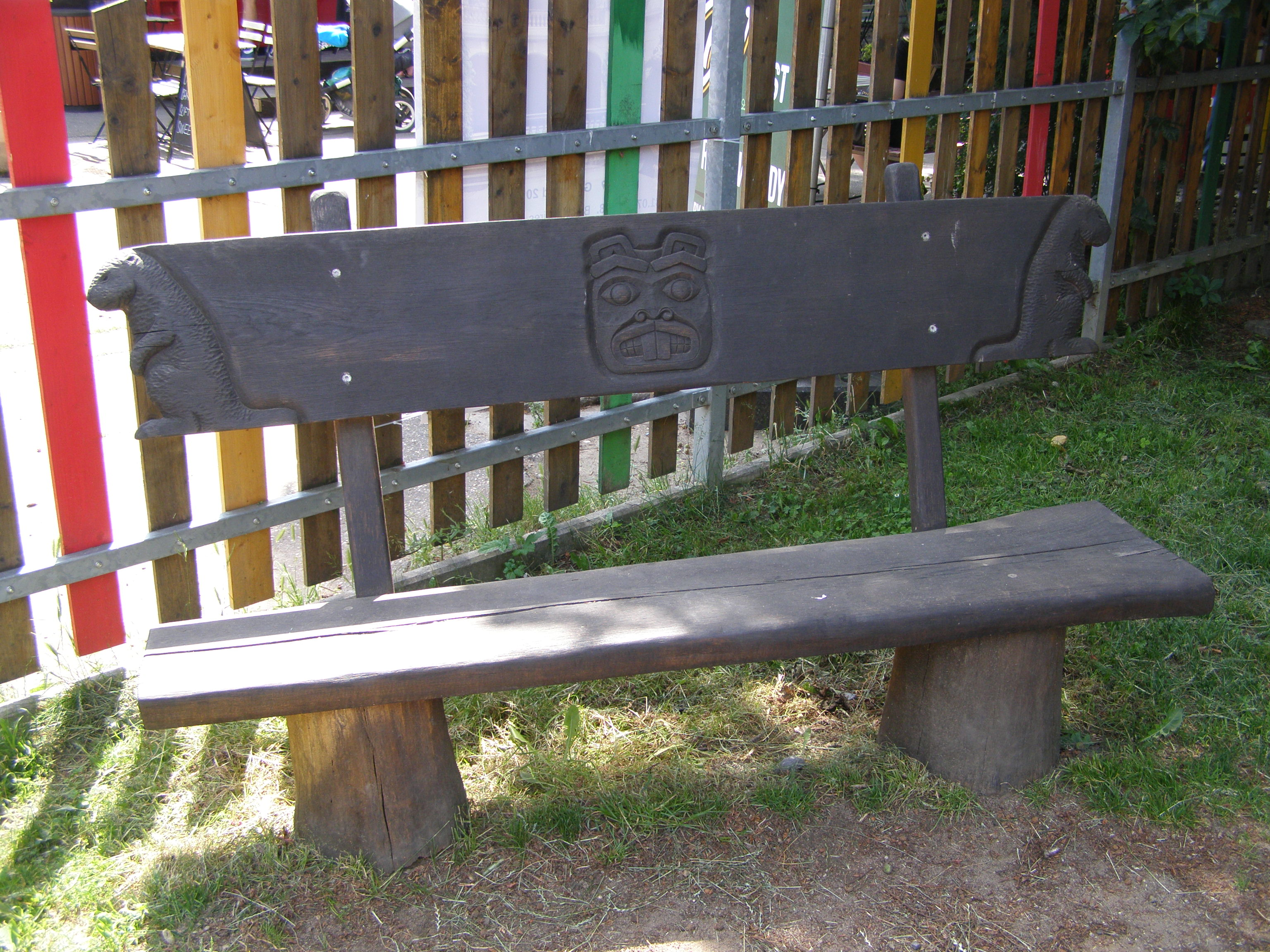
První z laviček Jaroslava Foglara na území Prahy

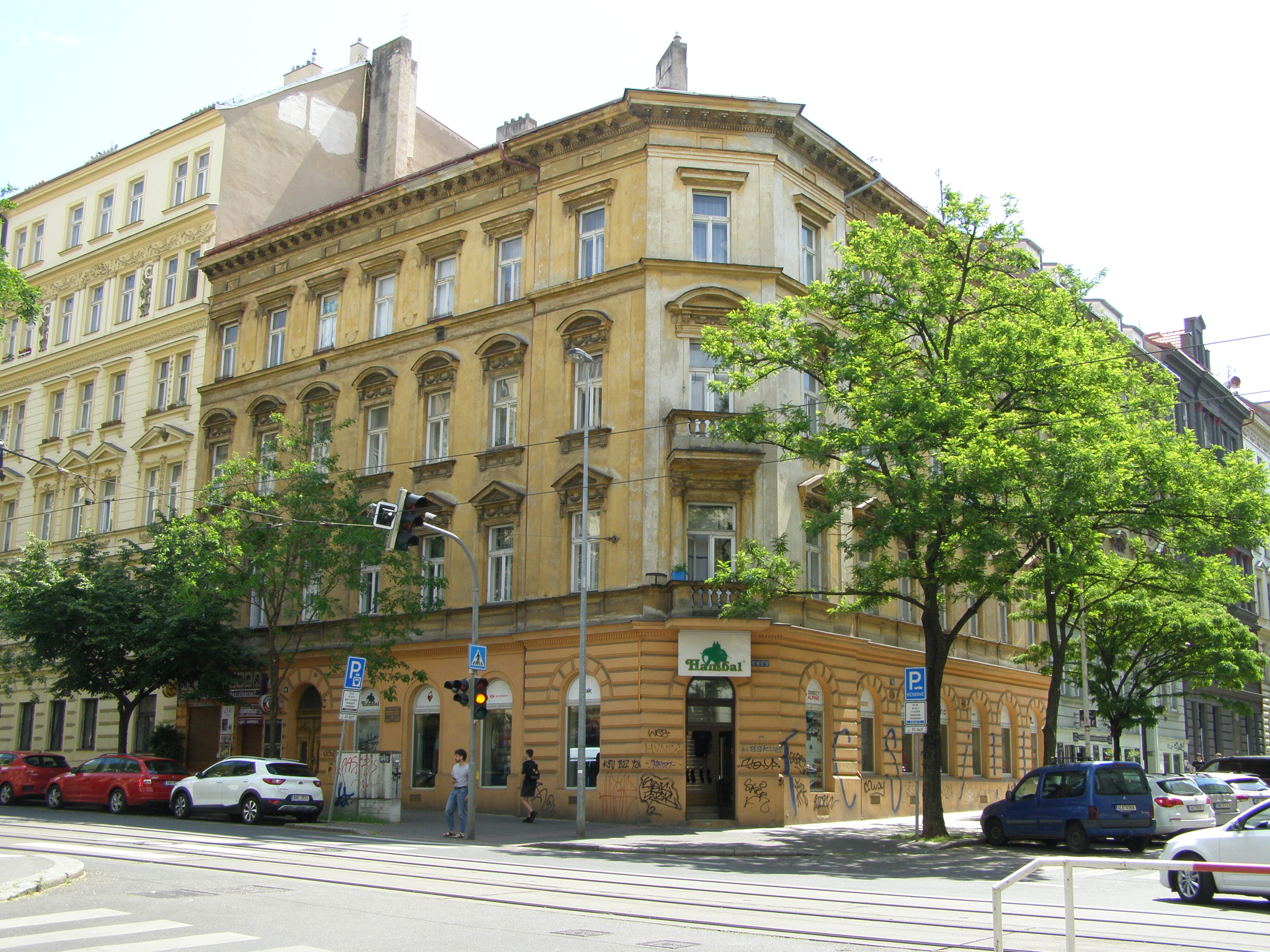
Činžovní dům v Korunní číslo 16 (v levé části snímku), kde Jaroslav Foglar bydlel

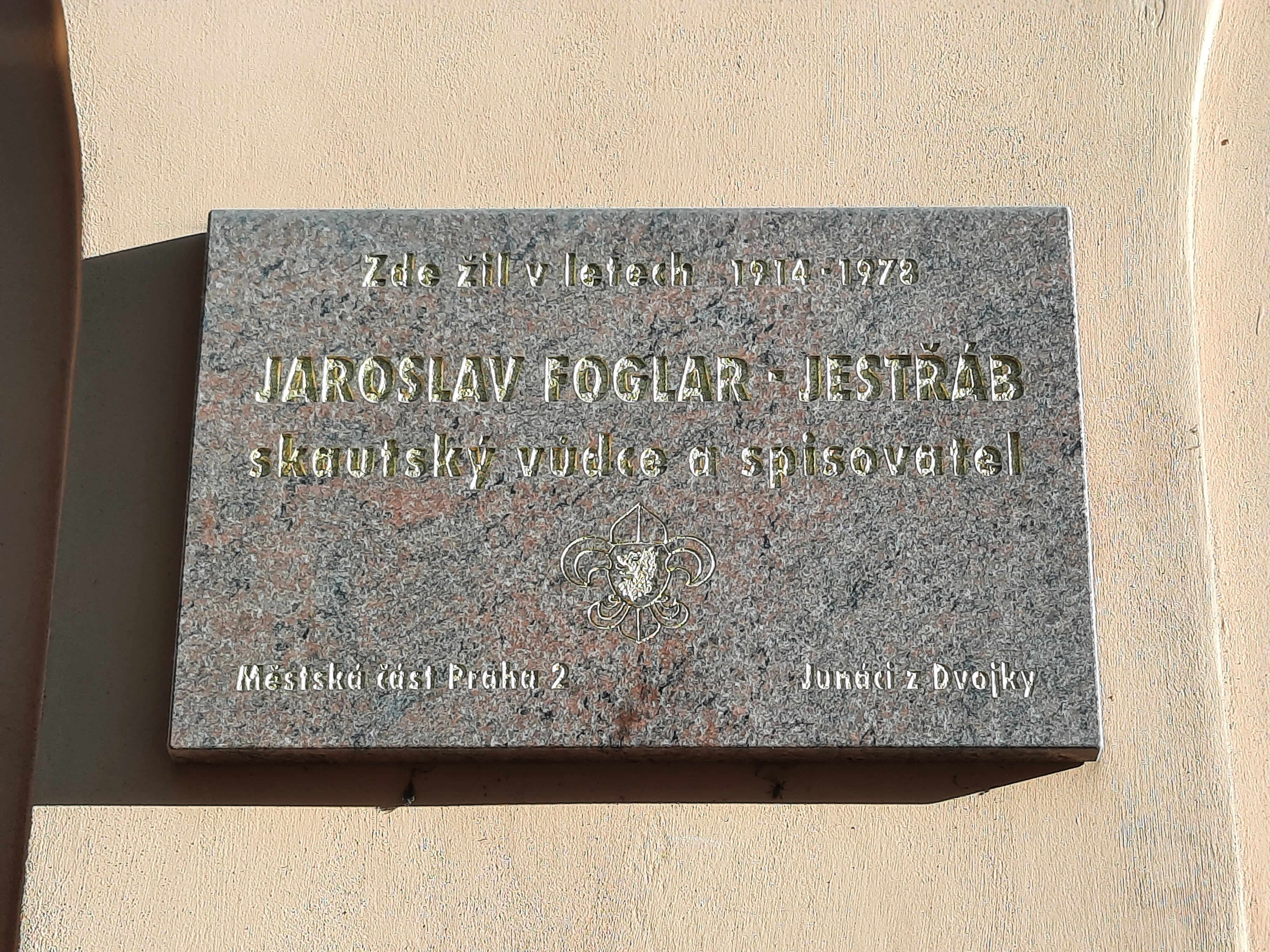
Pamětní deska Jaroslava Foglara v Korunní ulici číslo 16 v Praze na Vinohradech

Lavička Jaroslava Foglara nebo spíše v množném čísle Lavičky Jaroslava Foglara je projekt jehož cílem je připomenout život a dílo spisovatele Jaroslava Foglara na geografickém základě Prahy pomocí postupně vznikajících a instalovaných dřevěných, ručně vyřezávaných originálních laviček spřažených s motivy jeho známých románů určených převážně chlapeckému okruhu čtenářů. Iniciativa využívá historická fakta ze života spisovatele, který prožil většinu svého života (v letech 1914 až 1978) v Korunní ulici číslo 16 v Praze 2. Svoje knihy ale chodil promýšlet a psal je v „plenéru“ na zídkách a lavičkách pražských parků (např. Riegrovy sady; Havlíčkovy sady; Stromovka; ...) nebo i jinde v „zelené přírodě Prahy“ (např. jezírko v Prokopském údolí). Projekt Lavičky Jaroslava Foglara se touto formou snaží kolemjdoucím místa spojená s pobýváním spisovatele v pražském terénu užitečně a nenásilně „zpřítomnit“.

## Lavička číslo 1
Lavička připomínající osobnost spisovatele Jaroslava Foglara a jeho román Hoši od Bobří řeky byla slavnostně odhalena 10. září 2018 v Praze 2, na dětském hřišti „U Draka“ v Riegrových sadech. Lavička byla instalována Skautskou nadací Jaroslava Foglara s finanční podporou MČ Praha 2; autorem řezby reflektující motivy knihy je řezbář Stanislav Pokorný z obce Svatá u Berouna a zhotovení lavičky bylo provedenou štěchovickou firmou DŘEVO NÁRO, s.r.o. Kniha Hoši od Bobří řeky vyšla poprvé jako román v roce 1937, v roce 2018 spatřilo světlo světa její 18. vydání. Lavička na dětském hřišti „U Draka“ v Riegrových sadech tak byla odhalena při této příležitosti.

Lavička Jaroslava Foglara číslo 1
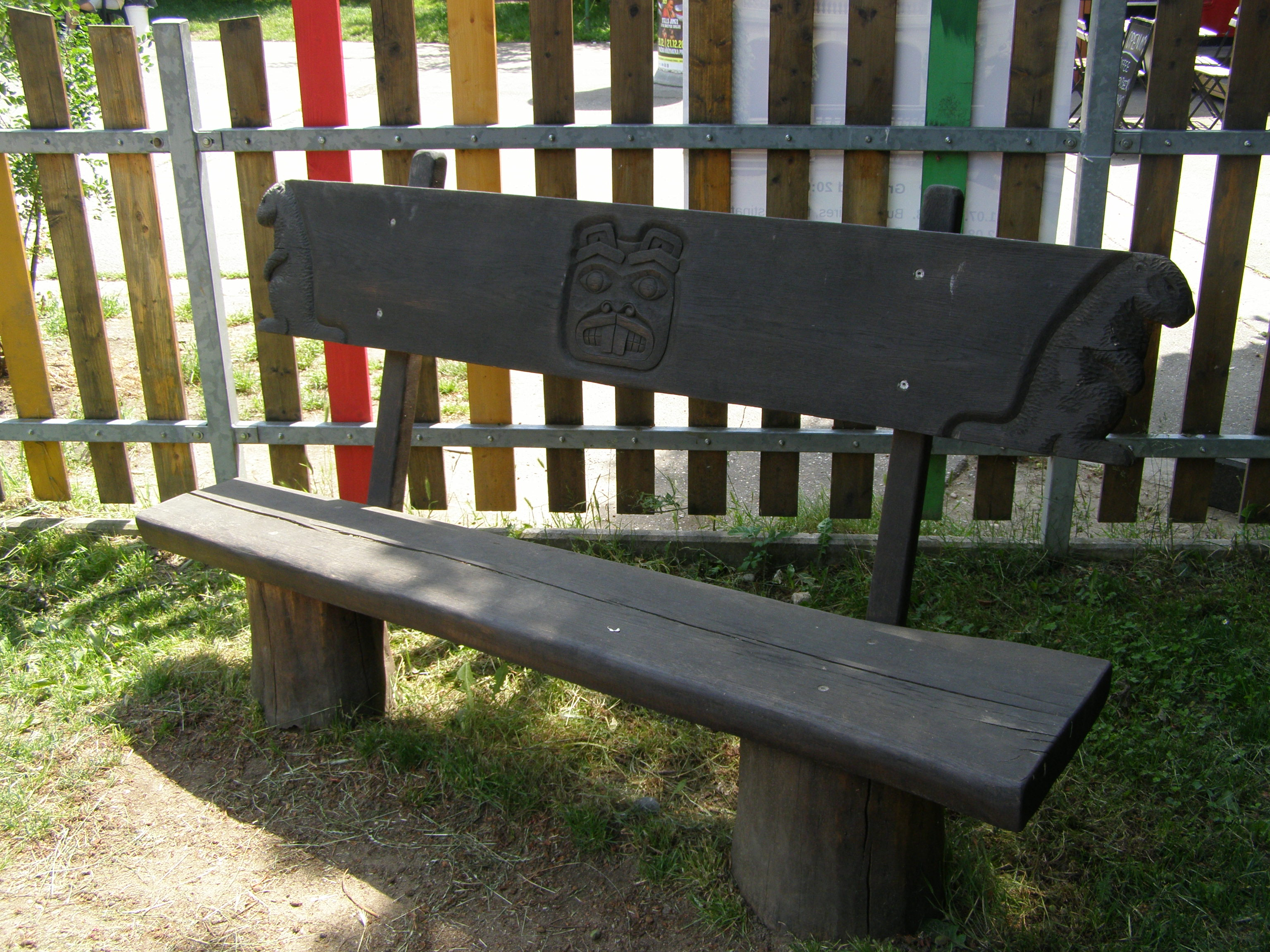
Celkový pohled
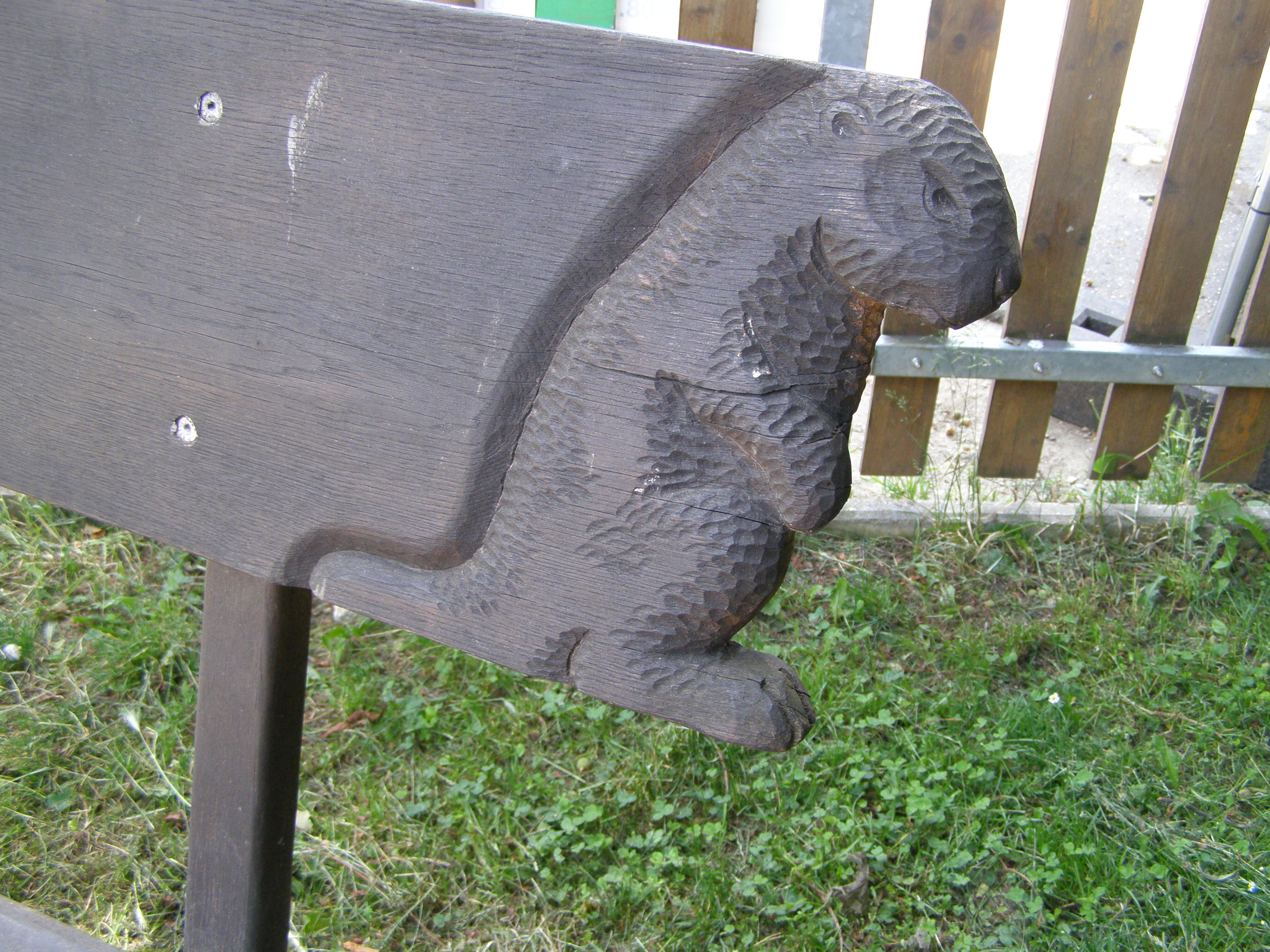
Detail vyřezávaného bobra na konci opěráku lavičky
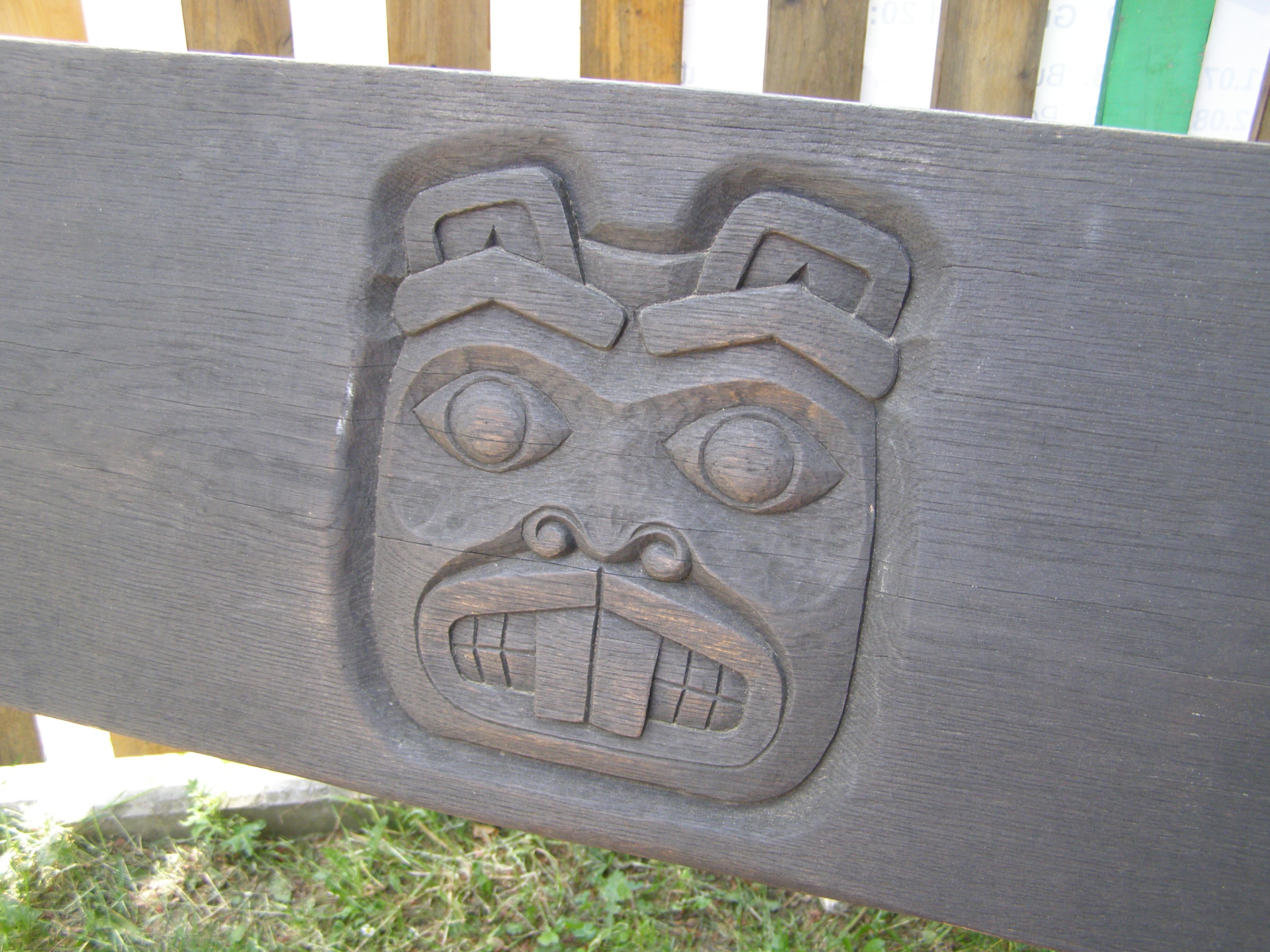
Detail centrální řezby na opěráku lavičky

## Lavička číslo 2
Lavička je věnována připomínce Foglarova románu Chata v Jezerní kotlině. Slavnostní odhalení lavičky se uskutečnilo 10. září 1018 na dětském hřišti „U Štiky“ v Havlíčkových sadech na Praze 2. Stanislav Pokorný použil při tvorbě řezby motivy románu a lavičku zhotovila firma DŘEVO NÁRO, s.r.o. Za finanční podpory MČ Praha 2 lavičku instalovala Skautská nadace Jaroslava Foglara. Kniha Chata v Jezerní kotlině vyšla poprvé v roce 1939. V roce 2018 se uskutečnilo její v pořadí již 12. vydání v nakladatelství Albatros (s ilustracemi malíře a tvůrce komiksů Pavla Čecha) a lavička tuto událost reflektuje.

Lavička Jaroslava Foglara číslo 2
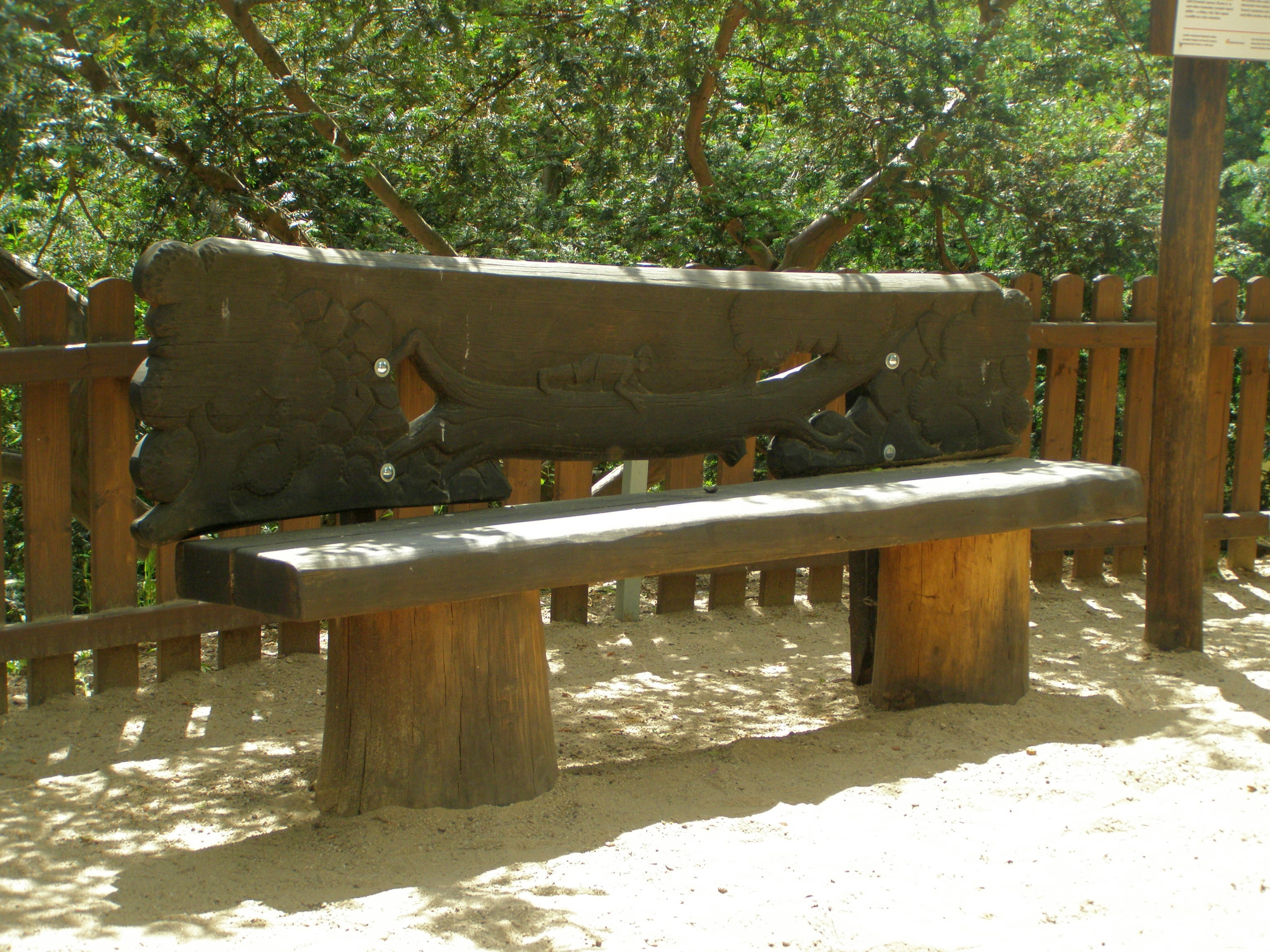
Celkový pohled na lavičku
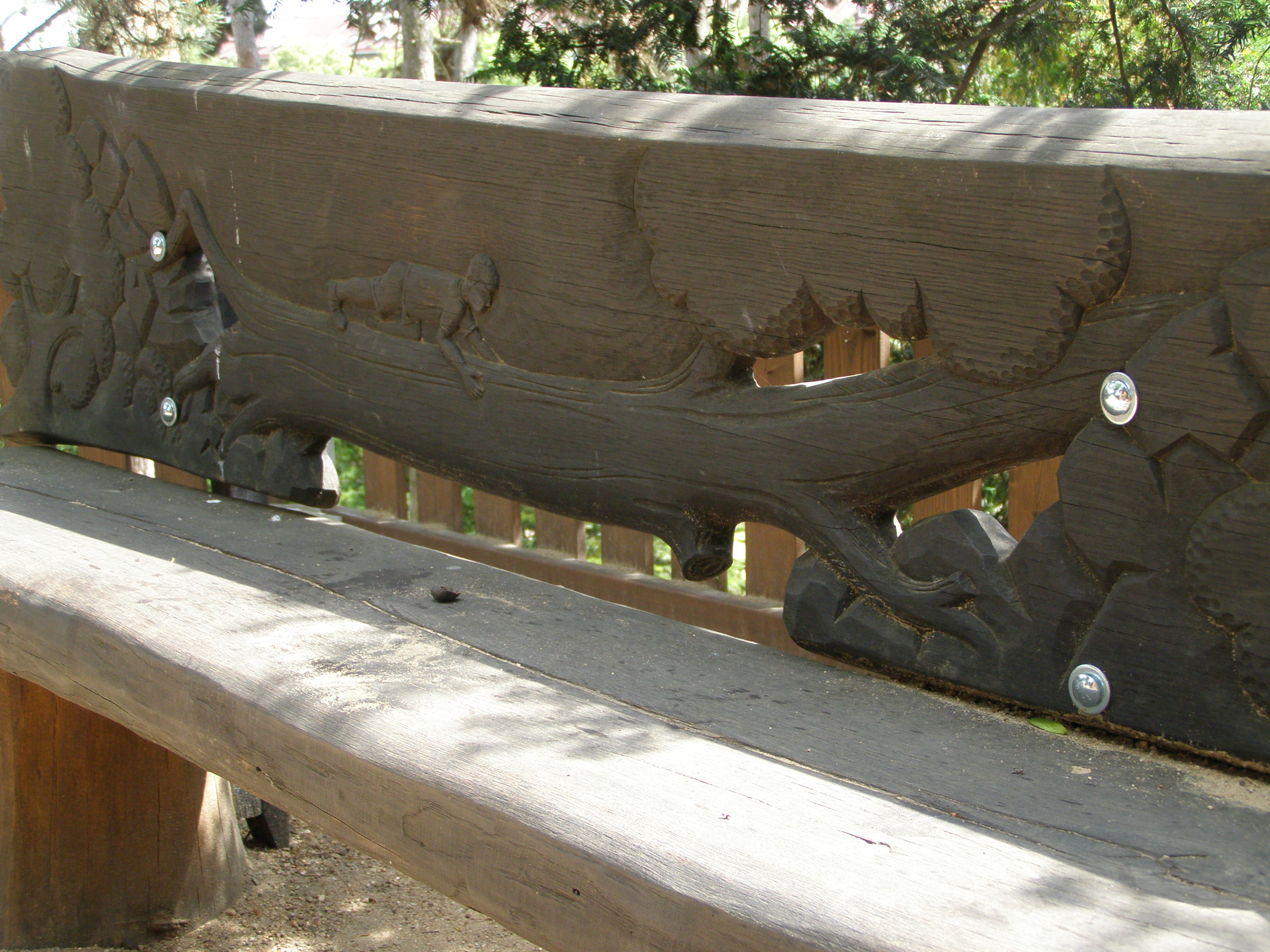
Detail střední části motivu na opěradle lavičky
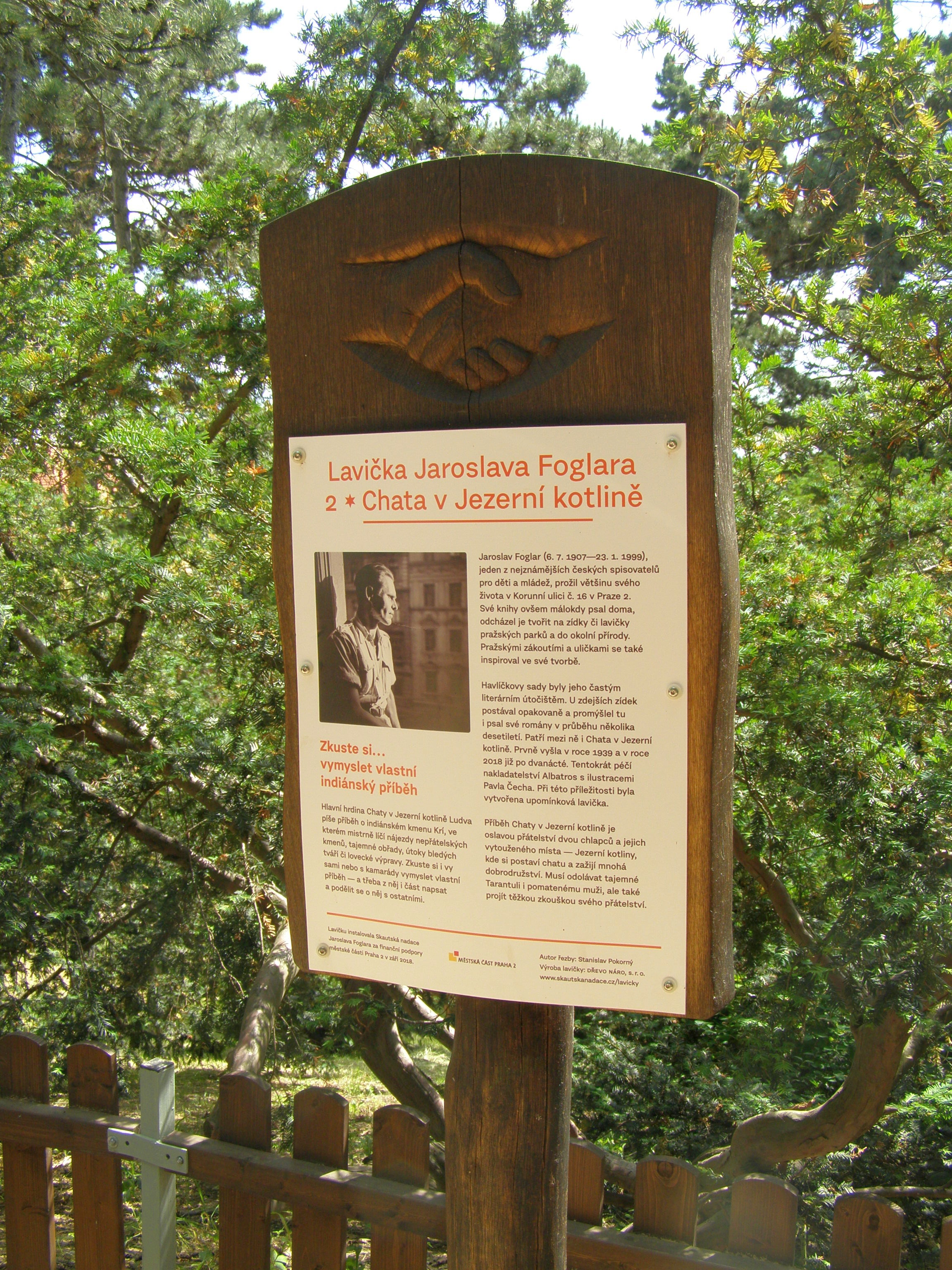
Doprovodná tabulka k lavičce

## Lavička číslo 3
Stínadelskou trilogii (romány: Záhada hlavolamu, Stínadla se bouří, Tajemství Velkého Vonta) Jaroslava Foglara připomíná lavička původně umístěná na dětském hřišti „Za Haštalem“ v Praze 1 na Starém Městě, kudy chodil po roce 1924 asi třináct let do zaměstnání u firmy Oskar Stein, velkoobchod papírem, kde pracoval jako fakturant. V odpoledních hodinách pak působil v klubovnách 2. skautského oddílu. Ty se také nacházely i na území Prahy 1. Lavička byla slavnostně odhalena 17. prosince 2020 na počest celkem 10. výročí vydání knihy Záhada hlavolamu. Lavička s motivy knihy Záhada hlavolamu je autorským počinem řezbáře Stanislava Pokorného z obce Svatá u Berouna a její výrobu realizovala firma DŘEVO NÁRO, s. r. o. ze Štěchovic. Skautská nadace Jaroslava Foglara ji instalovala společně se 48. klubem oldskautů (OS) Jestřábi, Praha a lavička byla předána jako dar MČ Praha 1 od členů 48. klubu oldskautů Jestřábi. Realizace této lavičky se uskutečnila v rámci projektu Akademie Jaroslava Foglara a byla financována z dobrovolné sbírky. Umístění lavičky bylo 16. května 2021 narušeno jejím dočasným odstraněním organizovaným MČ Praha 1. Důvodem byla rekonstrukce hřiště spojená s demontáží všech herních prvků. Lavička byla zatímně umístěna v depozitáři MČ Praha 1. Nakonec byla tato lavička definitivně umístěna u Skautského institutu v Rybářském domečku na Kampě, odkud je přes řeku Vltavu přímo vidět do Stínadel. Lavička číslo 3 se nachází při východní obvodové zdi budovy, je orientována směrem k Vltavě a 50 metrů přibližně severním směrem od lavičky je na vltavském břehu umístěna bronzová plastika Harmonie od britského sochaře Kavalya Torpy. (Tato socha byla inspirována postavou indicko–amerického myslitele, duchovního učitele a náboženského vůdce Šrí Činmoje.) 

Lavička Jaroslava Foglara číslo 3
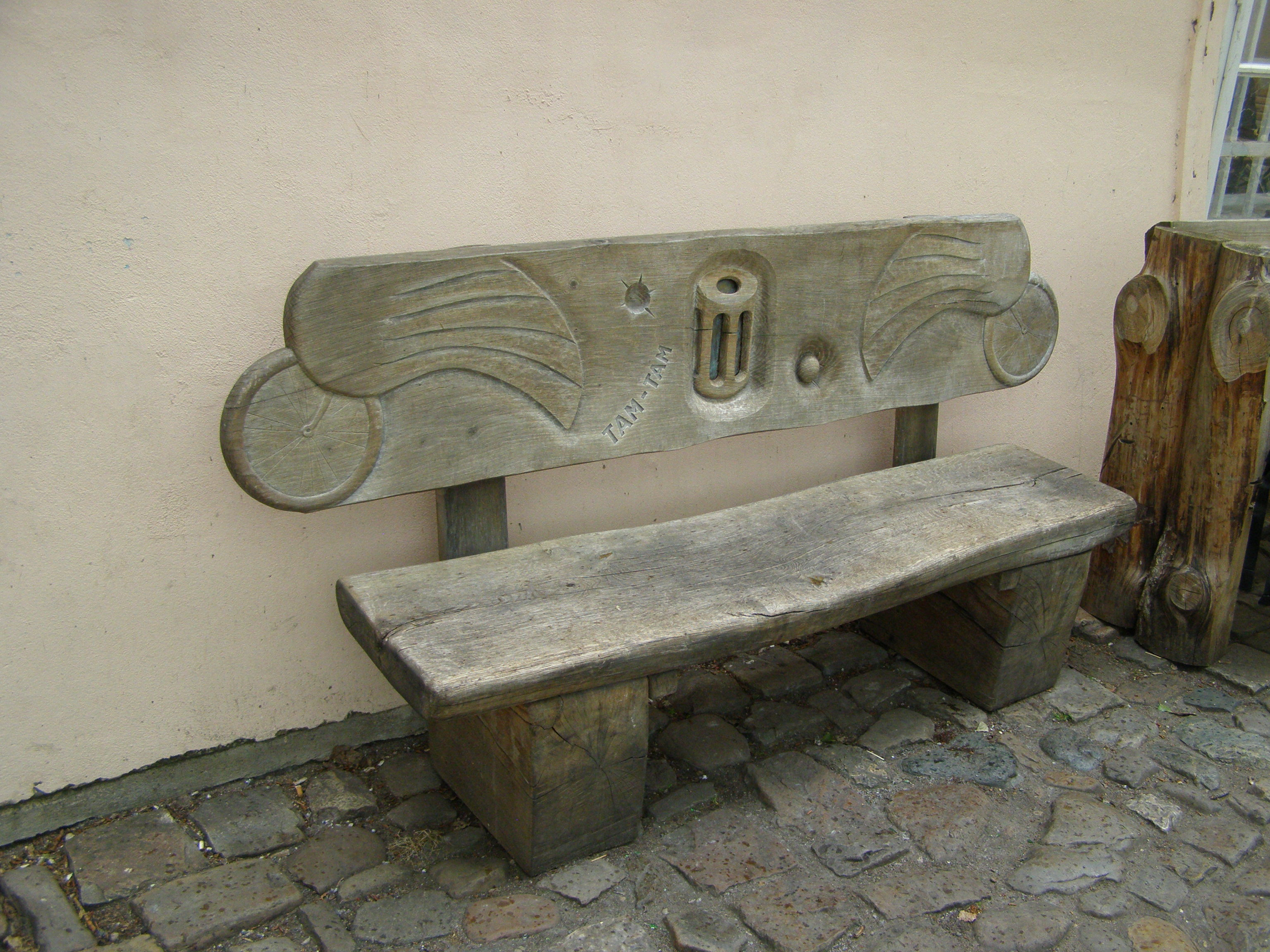
Celkový pohled
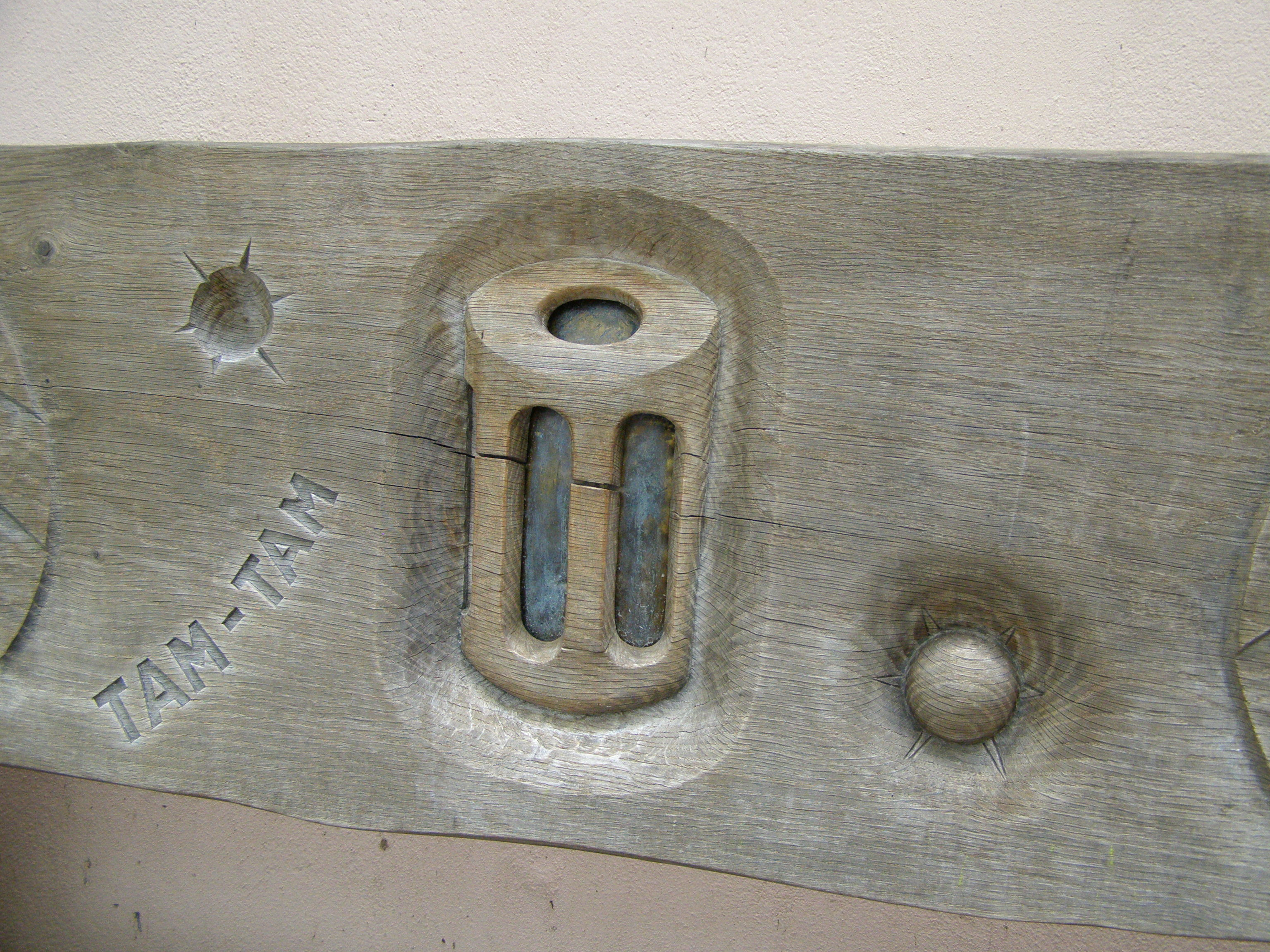
Detail střední části opěradla lavičky
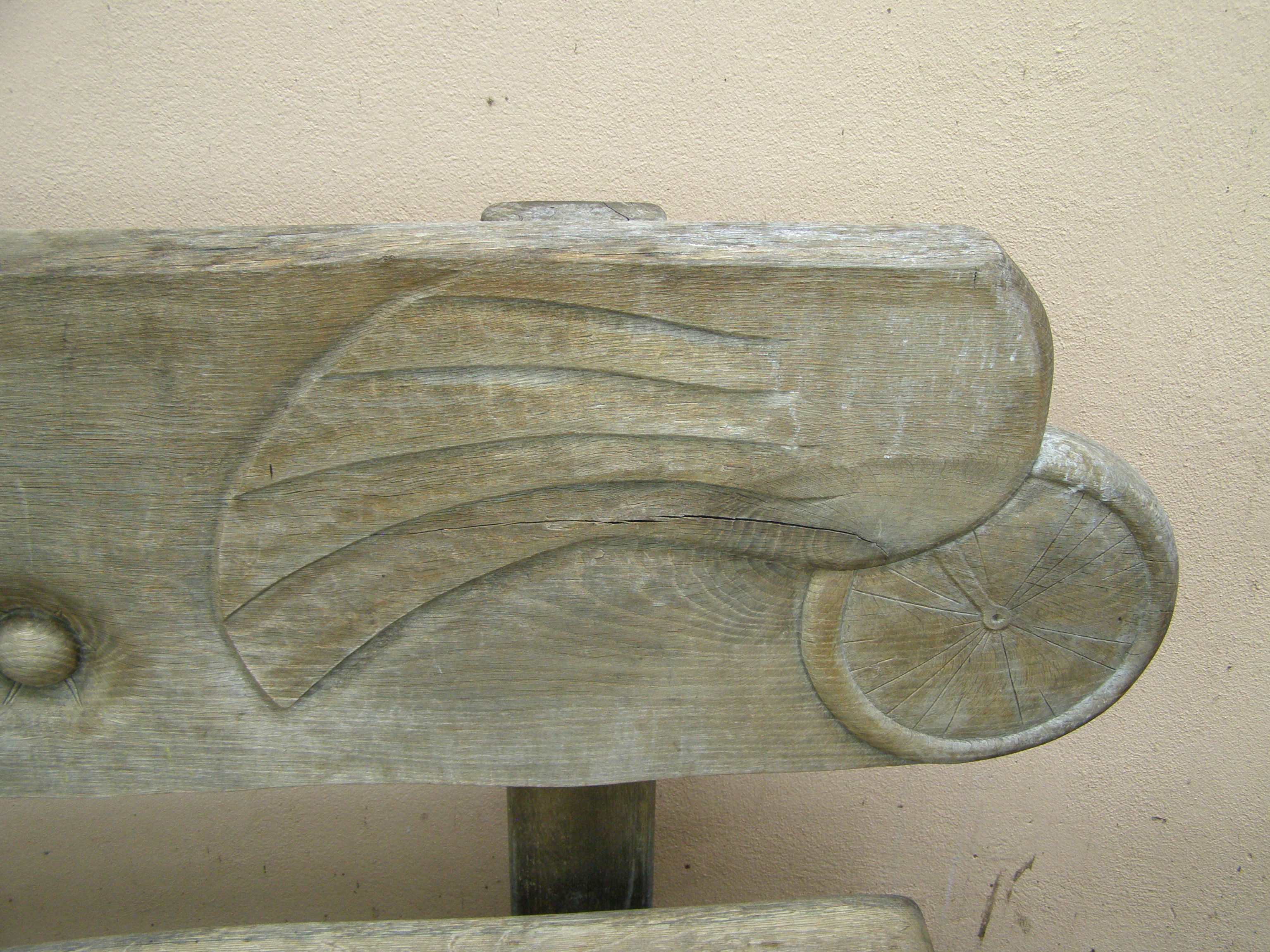
Detail krajní části opěradla lavičky

## Lavička číslo 4
Lavička je věnována vzpomínce na román Boj o první místo a nachází se na Praze 7, na dětském hřišti „u Malé říčky“ ve Stromovce. U příležitosti 11. vydání knihy v nakladatelství Albatros byla lavička slavnostně odhalena 8. září 2020 večer. Autorství řezbářské práce náleží Stanislavu Pokornému a celá dubová lavička pochází z dílny firmy DŘEVO NÁRO, s. r. o. Finančně podpořili vznik lavičky příznivci a obdivovatelé Foglarova díla a český zpěvák, skladatel, kytarista a výtvarník Jaromír Švejdík (alias Jaromír 99), který také 11. vydání knihy ilustroval.
Hlavní hrdina chlapeckého románu Boj o první místo charakterní a čestný Petr Solnar čelí ve školní třídě šikaně a vnímá pokřivené vztahy způsobované necharakterním spolužákem Rudou Lorencem a jeho neblahým vlivem na ostatní spolužáky. V osobní rovině Petr čelí vnitřní krizi způsobenou pocitem méněcennosti, osamělosti a absencí životního cíle. Jednou z Petrovo aktivit, jimiž se připravoval na závod Napříč městem byl i každodenní běžecký trénink (a „závod s železným ořem“) podél železničního náspu vlakové trati. Průmyslové Holešovice přecházející do Královské obory Stromovky protnuté železničním náspem se tak (nejspíše) promítly do Foglarova příběhu o Petrovi Solnarovi.
... To místo jsme vybrali pro spojitost, kterou jsme našli v knize Boj o první místo. V ní je stěžejní kapitola, kde hlavní hrdina Petr soutěží v běhu s vlakem. Připadalo nám, že ve Stromovce je úplně ideální místo, kdy vedle náspu vede běžecká trať. Takže si tam každý může, podobně jako hlavní hrdina, vyzkoušet poměřit svoji rychlost s vlakem, ....
Magdaléna Černá (členka Skautské Nadace Jaroslava Foglara), O souvislosti knihy a lavičky, 

Lavička Jaroslava Foglara číslo 4
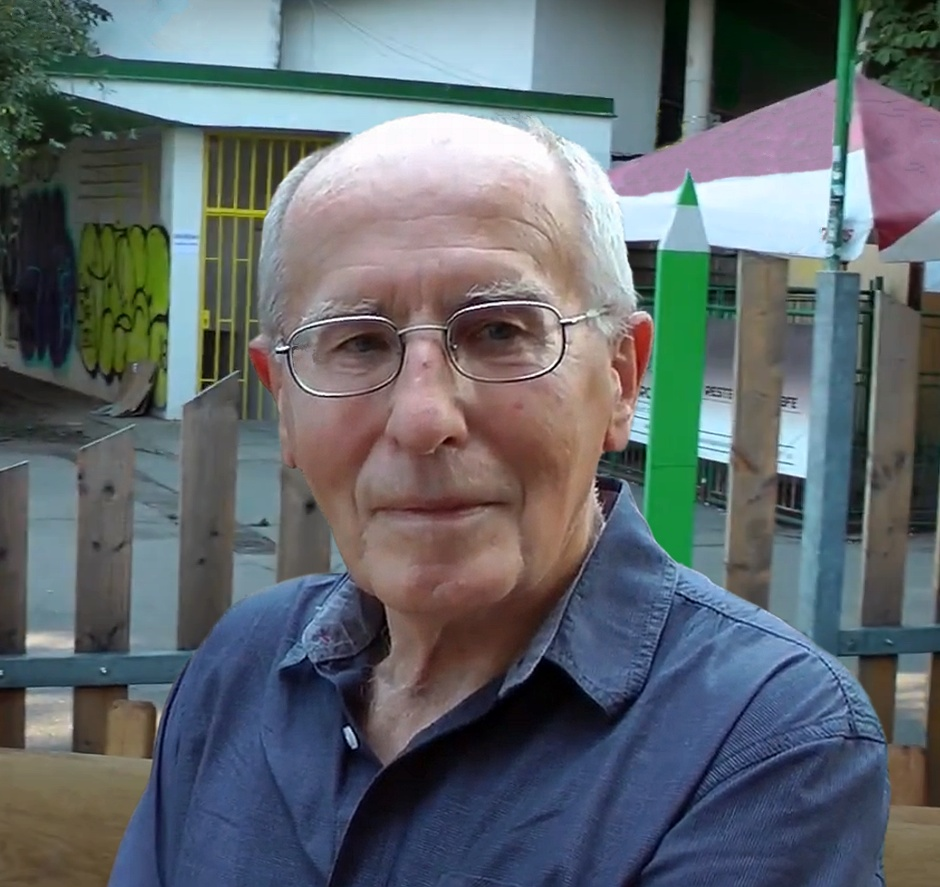
Dřevořezbář Stanislav Pokorný z obce Svatá u Berouna – tvůrce řezby
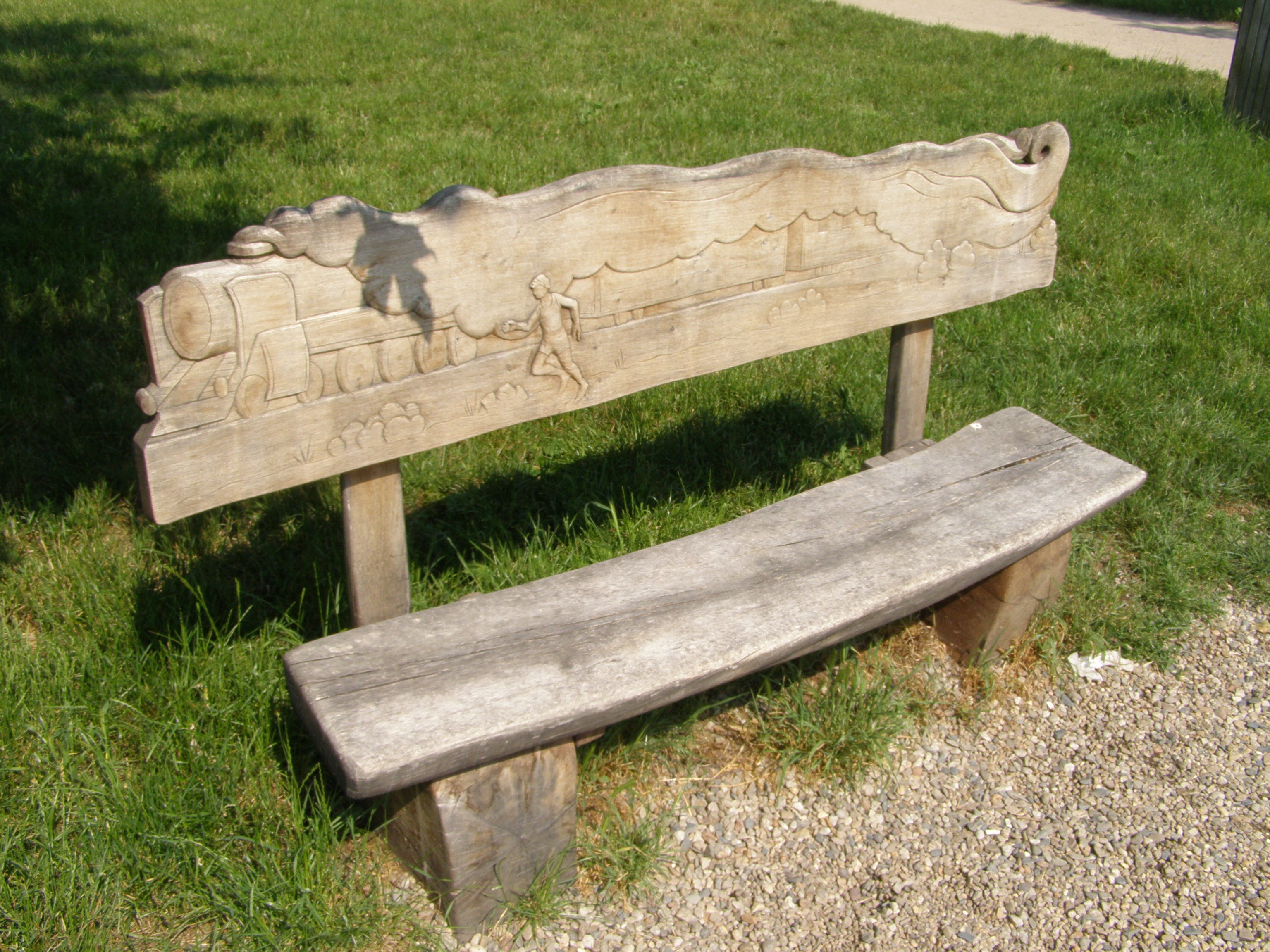
Celkový pohled na lavičku
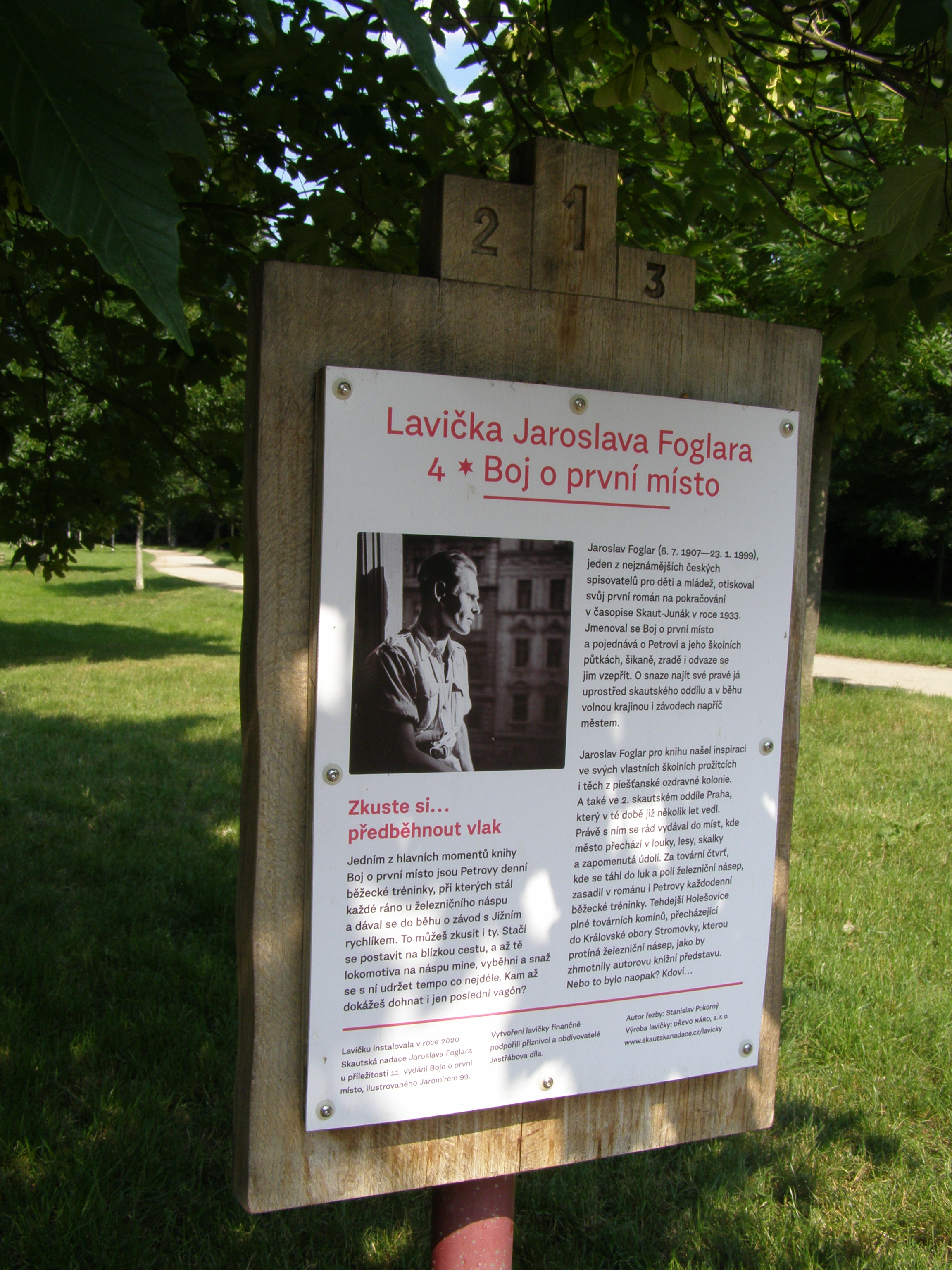
Doprovodná cedule s popisem

## Lavička číslo 5
Autorem páté lavičky (z tvrdého dubového dřeva) Jaroslava Foglara, která je věnována jeho knize Tajemná Řásnovka, je dřevořezbář Stanislav Pokorný a zhotovila ji firma DŘEVO NÁRO, s. r. o. Řezba lavičky si vyžádala asi dva měsíce práce, její cena je asi 20 tisíc korun a finančně na ni přispěli příznivci Foglarova díla. Řezbář ji vyzdobil tichomořskými motivy, které připomínají v Řásnovce všeobecně oblíbenou (románovou) stolní hru Fan-Tan. Lavička byla instalována Skautskou nadací Jaroslava Foglara u pobočky Městské knihovny v Korunní ulici na Praze 10. Její slavnostní odhalení (za mimořádné pozornosti veřejnosti a spojené s návštěvou pobočky městské knihovny) proběhlo ve středu 13. října 2021 u příležitosti 8. vydání románu Tajemná Řásnovka (nakladatelství Albatros), ilustrovaného akademickou malířkou, ilustrátorkou a grafičkou Barborou Kyškovou. V pražské Korunní ulici strávil Jaroslav Foglar dětství i velkou část svého života; skutečné místo, kde se nacházela jeho „Tajemná Řásnovka“ se od něj nikdo nikdy nedozvěděl.

Lavička Jaroslava Foglara číslo 5
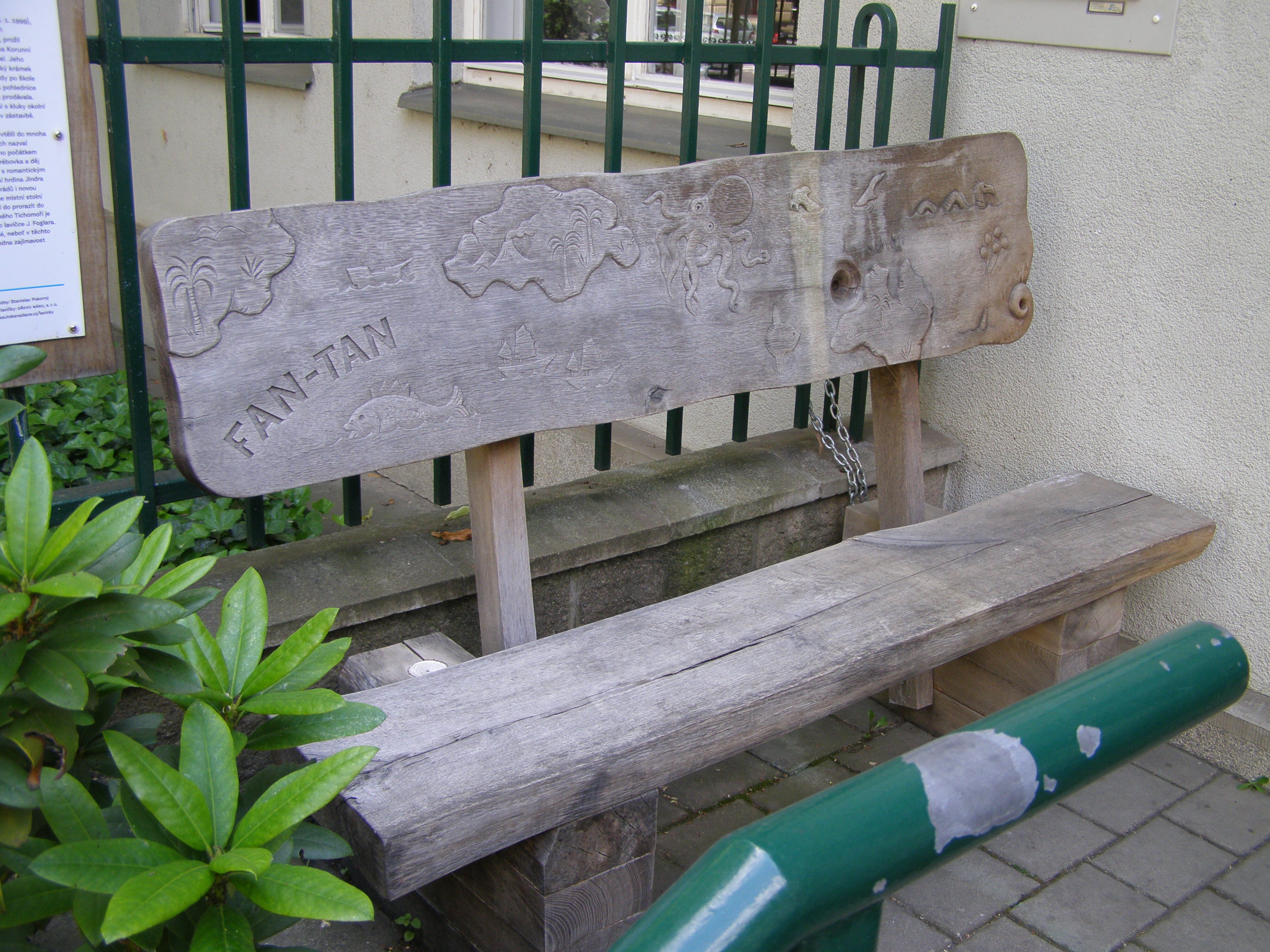
Celkový pohled na lavičku
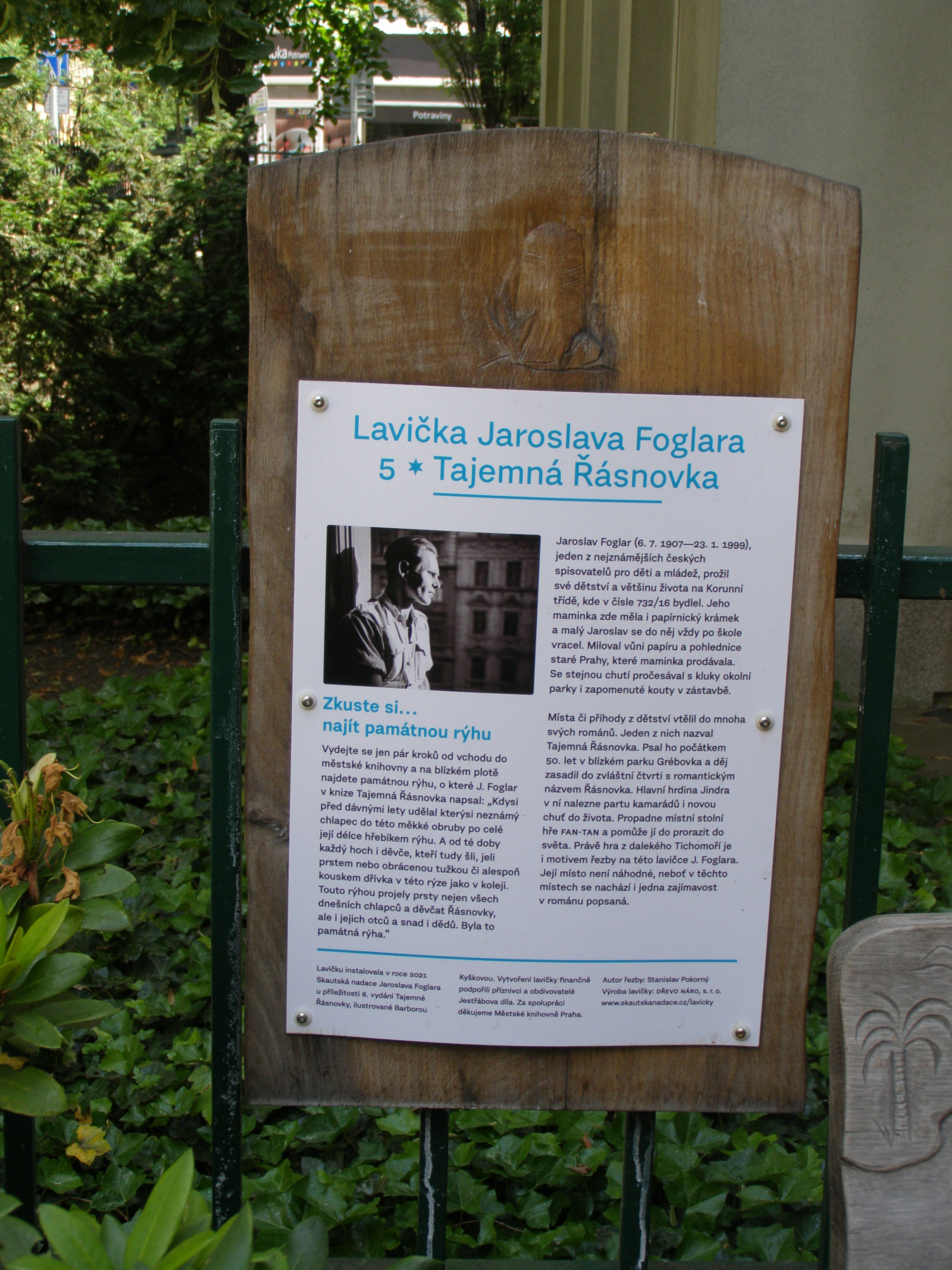
Vyřezávaná deska s popisem k lavičce

## Lavička číslo 6

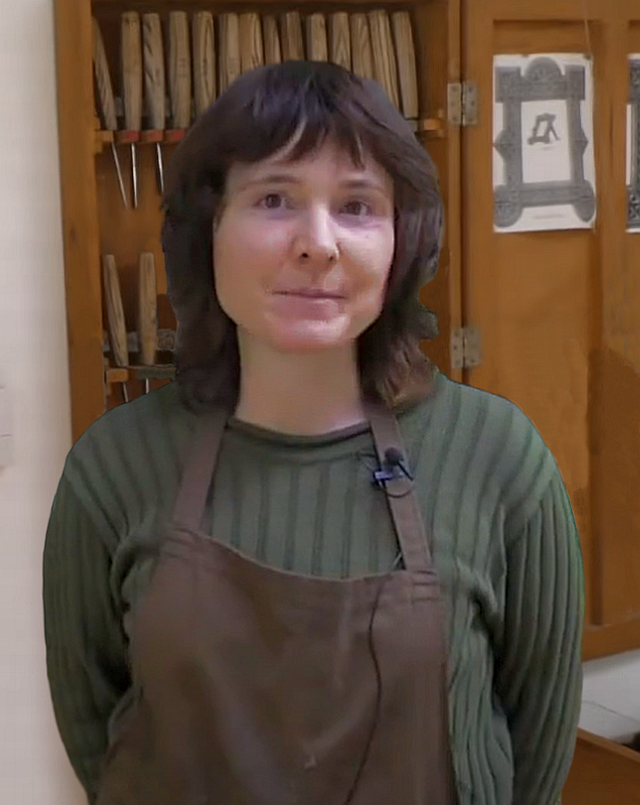
Autorka řezby na lavičce Jaroslava Foglara číslo 6 v Prokopském údolí – Magdalena Mézlová – ve svém nuselském dřevořezbářském ateliéru MAGME v Sekaninově ulici

Šestá lavička Jaroslava Foglara (vybavena oboustrannou řezbou sochařky a řezbářky Magdaleny Mézlové) byla odhalena v sobotu 25. března 2023 ve 14.00 hodin díky iniciativě Skautské nadace Jaroslava Foglara při okraji Prokopského údolí na dětském hřišti „K Dalejím“ u příležitosti 7. vydání románu Devadesátka pokračuje. V uvedené lokalitě bylo v roce 2022 vybudováno nápadité dětské hřiště (s pumpami ručně plněným „přehradovým vodopádem“), lavička se nachází na okraji ulice K Dalejím. Unikátní lavička je věnována připomínce Foglarova románu Devadesátka pokračuje. Na čelní straně je dřevořezba tematicky propojena s motivem Foglarovy nejznámější táborové hry nazvané Alvarez. Zadní motiv opěradla lavičky zdobí řezba, která svými grafickými prvky evokuje vzpomínky na první Foglarovu výpravu se skautským oddílem do Prokopského údolí. Tato výprava byla tehdy poznamenána neočekávanou událostí – záchranou herce, který na jaře roku 1920 při natáčení filmu spadl ze skály a potřeboval ošetření lékaře. Výrobu lavičky zajistila firma DŘEVO NÁRO, s.r.o. Součástí odhalení lavičky byl i křest nového vydání komiksové adaptace románu Chata v Jezerní kotlině, vydaného ve Vydavatelství Václav Vávra v roce 2023. Lavička byla financována z prostředků příznivců a obdivovatelů díla Jaroslava Foglara a ve spolupráci s MČ Praha 5.

Lavička Jaroslava Foglara číslo 6
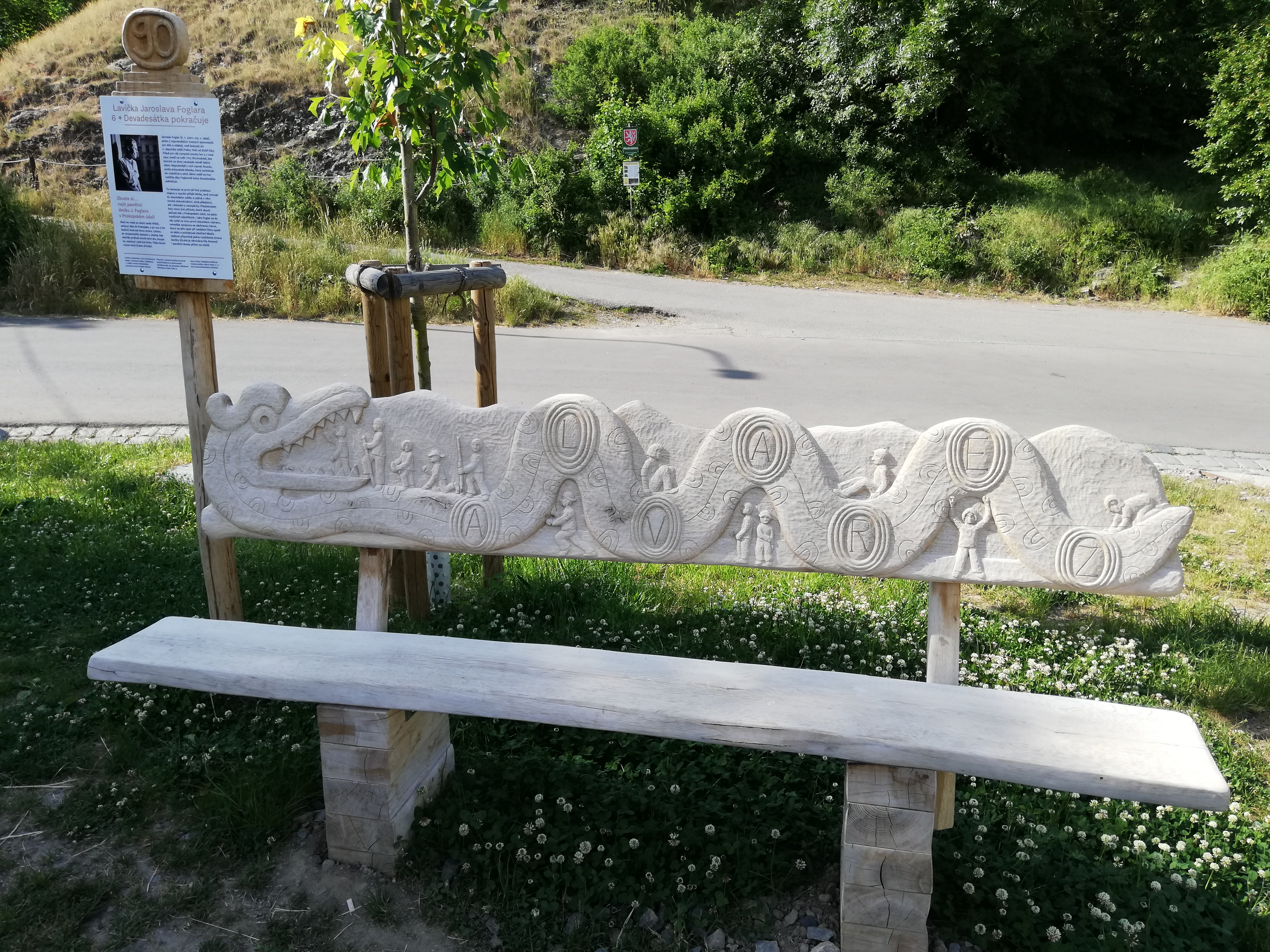
Celkový pohled na lícovou stranu opěráku
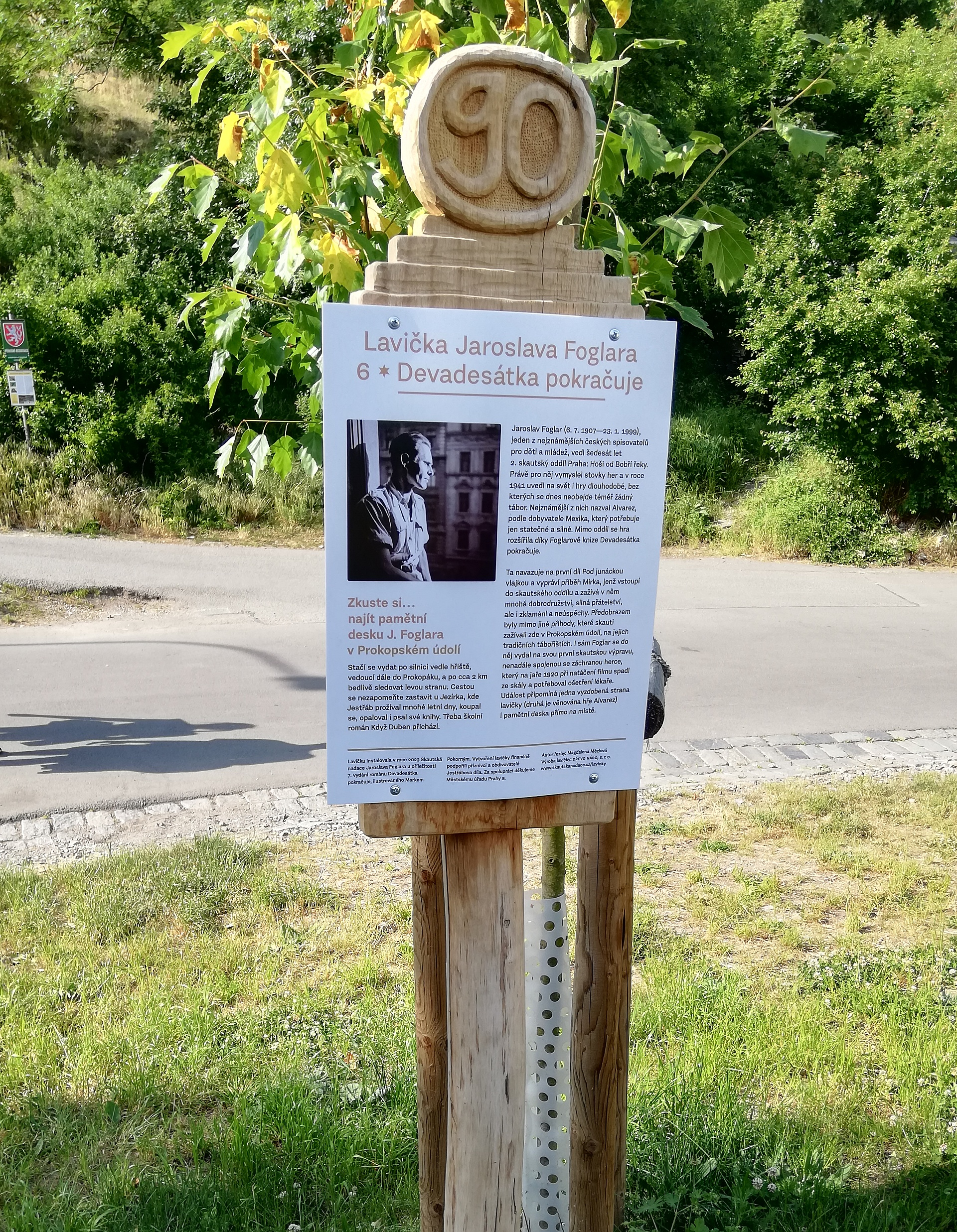
Detail vyřezávané desky s popisem

## Lavička číslo 7
V pořadí sedmá foglarovská lavička byla slavnostně odhalena ve čtvrtek 6. června 2024 na dětském hřišti na smíchovském Dětském ostrově v Praze 5. Na této lavičce z tvrdého dubového dřeva jsou použity motivy z Foglarovy knihy Strach nad Bobří řekou, která je volným pokračováním jeho předchozího románu Hoši od Bobří řeky. Autorkou řezbářské výzdoby lavičky je sochařka a řezbářka Magdalena Mézlová. Instalace této lavičky byla zorganizována skautskou nadací Jaroslava Foglara a finančně se na jejím vzniku podíleli příznivci a obdivovatelé Foglarových románů.
V nedaleké Malostranské vodárenské věži měl od prosince 1937 Foglarem vedený druhý pražský oddíl – Dvojka – svoji klubovnu. Po zákazu skautingu za protektorátu byla Němci klubovna zapečetěna a členové oddílu tak byli nuceni se dále scházet  a tábořit v utajení. Nemožnost přístupu skautů do klubovny, kde zůstalo zapečetěno mnoho majetku včetně cenných oddílových kronik, pak vyústila ve výpravu, při níž se (jedné zimní noci) vydali starší skauti z Dvojky (spolu s Jestřábem – Jaroslavem Foglarem) získat kroniky zpět. Žádná jiná foglarovka nebyla světem dospělých ovlivněna tak jako Strach nad Bobří řekou. A právě tuto epizodu (záchranu oddílových kronik) z knihy řezbářský motiv na sedmé lavičce reflektuje. Téměř 300stránkový román Strach nad Bobří řekou se dočkal v roce 2022 již 6. vydání v nakladatelství Albatros (ISBN 978-80-00-06438-3) s ilustracemi kreslíře a grafika Petra Nováka vystupujícího pod pseudonymem Ticho762.

Lavička Jaroslava Foglara číslo 7
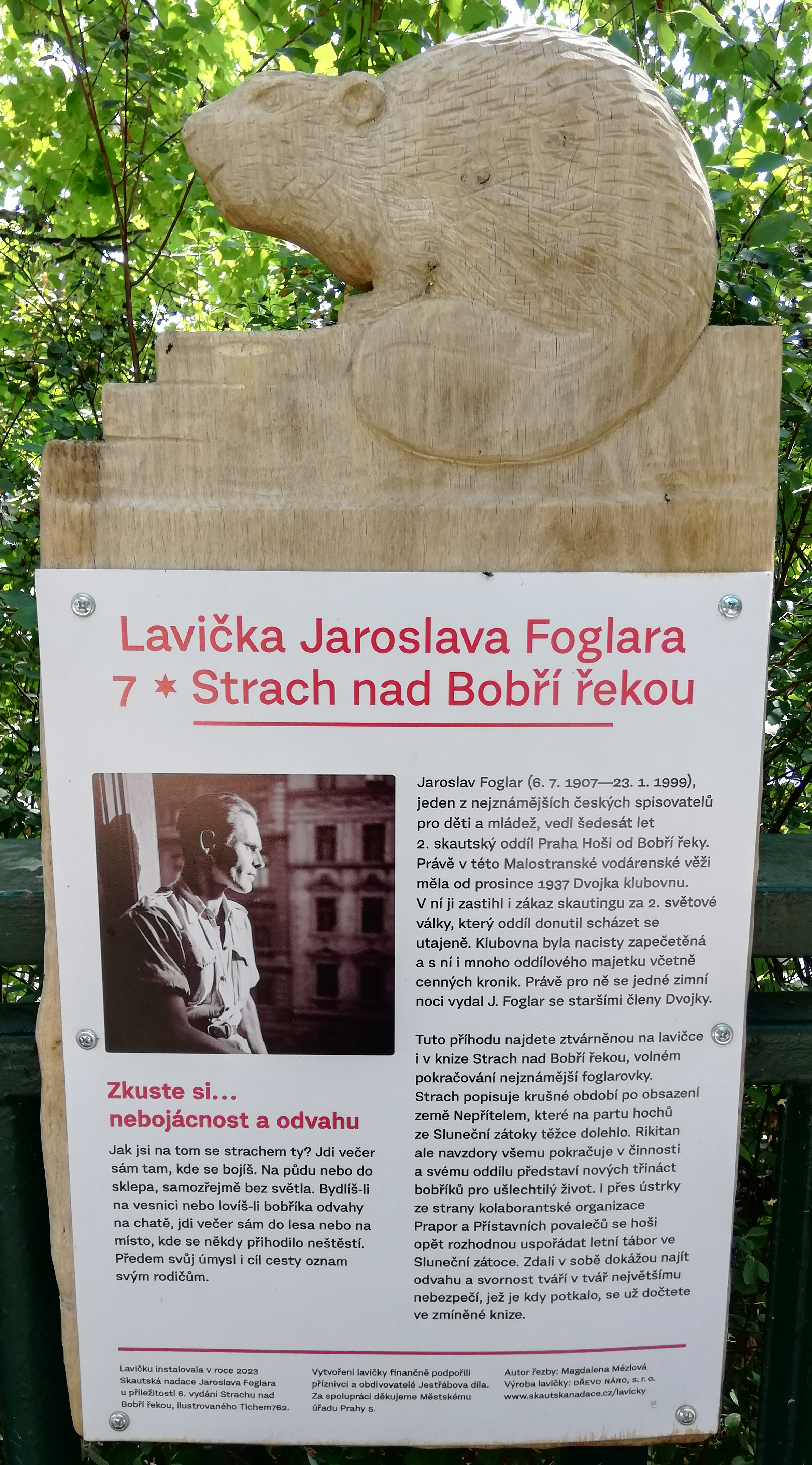
Doprovodná tabulka s textem
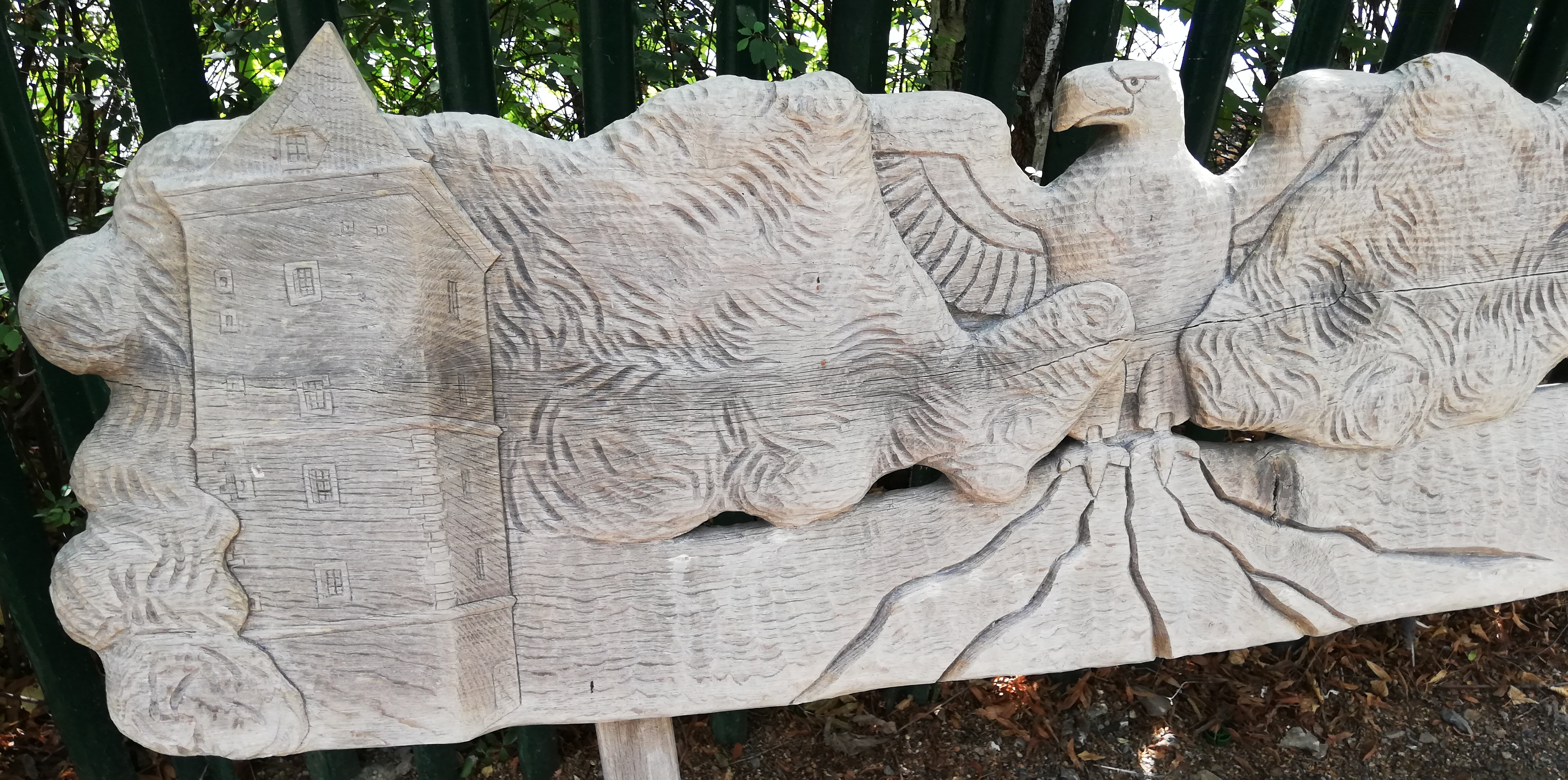
Detail řezby na levé části opěradla
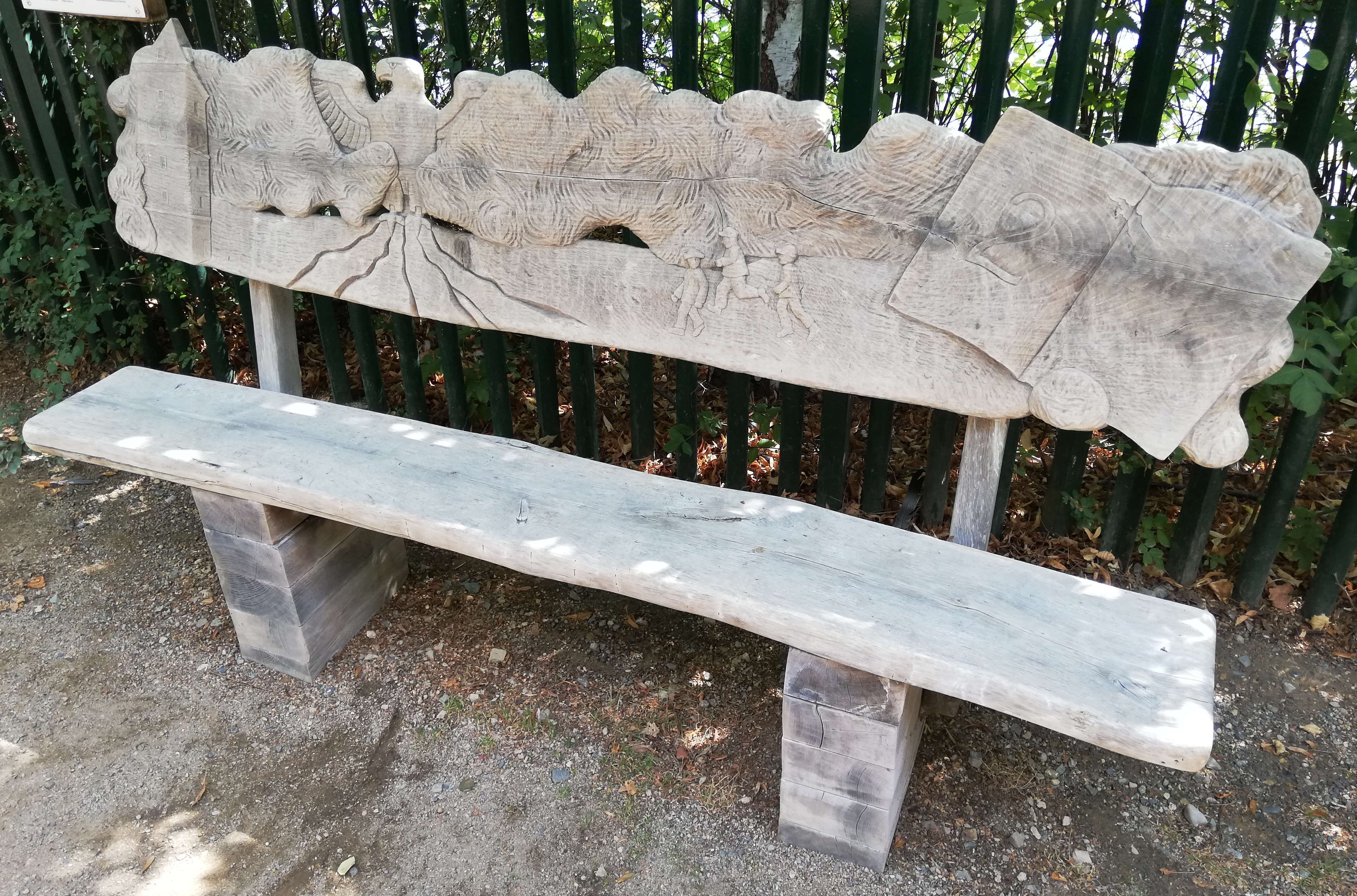
Celkový pohled na lavičku
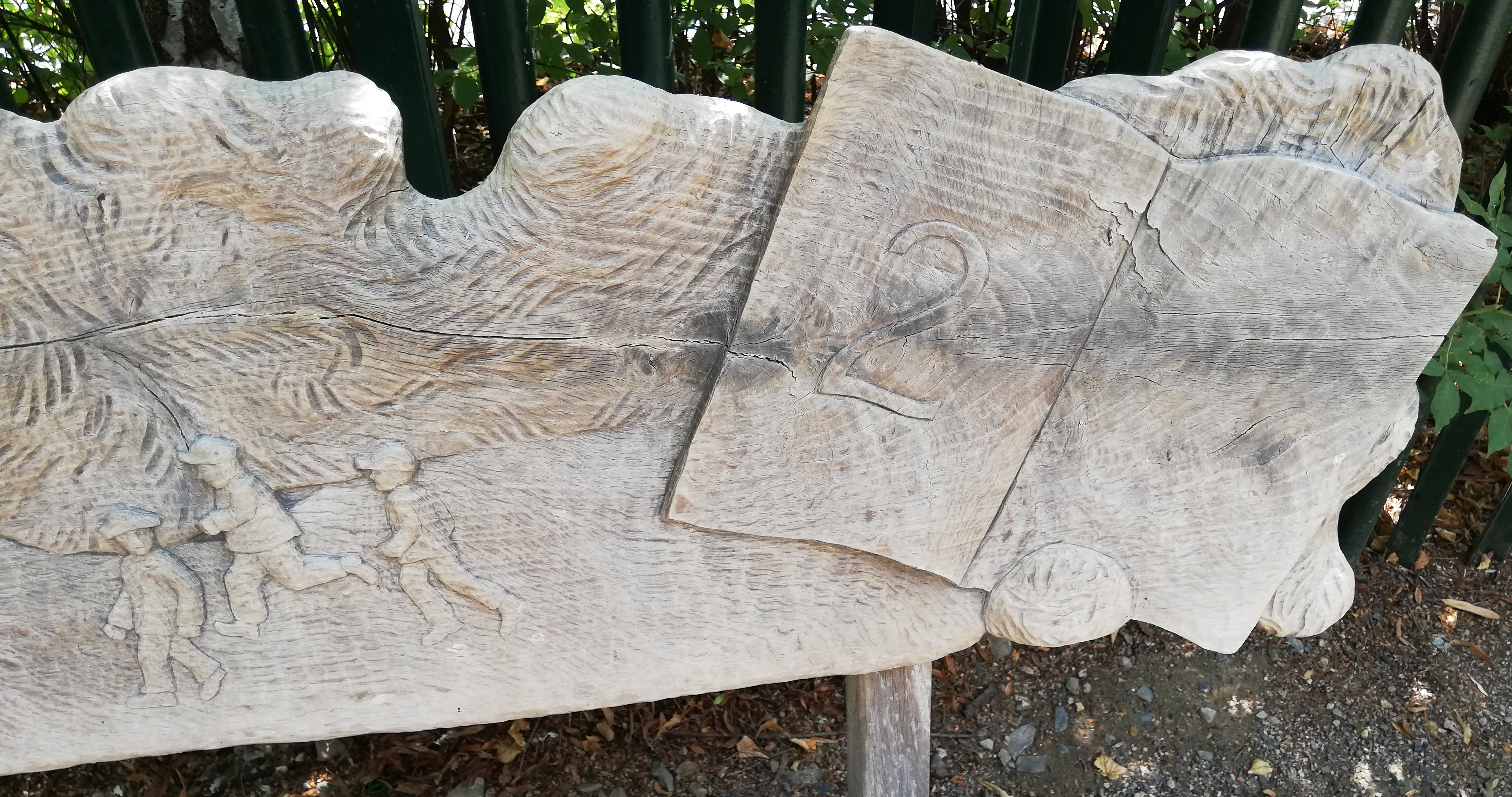
Detail řezby na pravé části opěradla